# Walton (Somerset)
Pour les articles homonymes, voir Walton.
Walton est une paroisse civile et un village du Somerset, en Angleterre.